# Анді Хадрой
Анді Хадрой (алб. Andi Hadroj; нар. 22 лютого 1999, Пука, Албанія) — албанський футболіст, правий захисник житомирського «Полісся».
Переможець Першого дивізіону Албанії 2018/19.

## Клубна кар'єра

### «Лячі»
Футбольну кар'єру в Суперлізі Албанії розпочав в складі «Лячі», у футболці якого дебютував 12 липня 2018 року в програному (1:2) виїзному поєдинку проти «Анортосіс» (Фамагуста). Також виходив на поле в матчі-відповіді двоматчевого протистояння, за підсумками якого «Лячі» вибув з Ліги Європи. Місяць потому дебютував на національному рівні в Суперкубку Албанії 2018 року, який програв «Скендербеу» (2:3). У своєму першому та єдиному сезоні в клубі зіграв лише одинадцять матчів у всіх турнірах.

### «Бюліс»
У січні 2019 року вільним агентом перейшов до тодішнього представника Першого дивізіону «Бюліс». Дебютував за нову команду наступного місяця, зіграв усі 90 хвилин у переможному (1:0) поєдинку проти «Оріку».

### «Партизані»
21 січня 2022 року його контракт викупила албанську команду «Партизані» (Тирана).

### «Полісся»
На початку грудня 2024 року підписав 3,5-річний контракт з «Поліссям», який набув чинність з 1 січня 2025 року.

## Кар'єра в збірній
У футболці національної збірної Албанії дебютував 26 жовтня 2022 року, вийшов у стартовому складі в нічийному (1:1) товариському матчі проти Саудівської Аравії.

## Статистика виступів

### Клубна
Станом на 5 жовтня 2024 року.
| Сезон                           | Команда                         | Чемпіонат                       | Чемпіонат | Чемпіонат | Нац. кубок | Нац. кубок | Нац. кубок | Конт. кубок | Конт. кубок | Конт. кубок | Інші кубки | Інші кубки | Інші кубки | Загалом | Загалом |
| Сезон                           | Команда                         | Змаг.                           | Матчі     | Голи      | Змаг.      | Матчі      | Голи       | Змаг.       | Матчі       | Голи        | Змаг.      | Матчі      | Голи       | Матчі   | Голи    |
| ------------------------------- | ------------------------------- | ------------------------------- | --------- | --------- | ---------- | ---------- | ---------- | ----------- | ----------- | ----------- | ---------- | ---------- | ---------- | ------- | ------- |
| 2018-січ. 2019                  | «Лячі»                          | СА                              | 6         | 0         | КА         | 2          | 2          | ЛЄУ         | 2           | 0           | СА         | 1          | 0          | 11      | 2       |
| січ.-лип. 2019                  | «Бюліс» (Балш)                  | КП                              | 7         | 1         | КА         | 0          | 0          | -           | -           | -           | -          | -          | -          | 7       | 1       |
| 2019-2020                       | «Бюліс» (Балш)                  | СА                              | 23        | 0         | КА         | 6          | 0          | -           | -           | -           | -          | -          | -          | 29      | 0       |
| 2020-2021                       | «Бюліс» (Балш)                  | СА                              | 34        | 2         | КА         | 2          | 0          | -           | -           | -           | -          | -          | -          | 36      | 2       |
| 2021-січ. 2022                  | «Бюліс» (Балш)                  | КП                              | 14        | 1         | КА         | 2          | 1          | -           | -           | -           | -          | -          | -          | 16      | 2       |
| Загалом за «Бюліс» (Балш)       | Загалом за «Бюліс» (Балш)       | Загалом за «Бюліс» (Балш)       | 78        | 4         |            | 10         | 1          |             | -           | -           |            | -          | -          | 88      | 5       |
| січ.-лип. 2022                  | «Партизані» (Тирана)            | СА                              | 17        | 0         | КА         | 4          | 0          | ЛКУ         | -           | -           | -          | -          | -          | 21      | 0       |
| 2022-2023                       | «Партизані» (Тирана)            | СА                              | 34        | 0         | КА         | 4          | 0          | ЛКУ         | 2           | 0           | -          | -          | -          | 40      | 0       |
| 2023-2024                       | «Партизані» (Тирана)            | СА                              | 22+2      | 0         | КА         | 3          | 1          | ЛЧУ+ЛКУ     | 2+5         | 0           | СА         | 1          | 0          | 35      | 1       |
| 2024-2025                       | «Партизані» (Тирана)            | СА                              | 8         | 0         | КА         | 0          | 0          | ЛКУ         | 3           | 0           | -          | -          | -          | 11      | 0       |
| Загалом за «Партизані» (Тирана) | Загалом за «Партизані» (Тирана) | Загалом за «Партизані» (Тирана) | 81+2      | 0         |            | 11         | 1          |             | 12          | 0           |            | 1          | 0          | 107     | 1       |
| Усього за кар'єру               | Усього за кар'єру               | Усього за кар'єру               | 165+2     | 4+0       |            | 23         | 4          |             | 14          | 0           |            | 2          | 0          | 206     | 8       |

### У збірній
| Дата       | Місто    | Господарі         | Результат | Гості    | Турнір           | Голи | Примітки |
| ---------- | -------- | ----------------- | --------- | -------- | ---------------- | ---- | -------- |
| 26-10-2022 | Абу-Дабі | Саудівська Аравія | 1 – 1     | Албанія  | товариський матч | -    | 46'      |
| 9-11-2022  | Марбелья | Катар             | 1 – 0     | Албанія  | товариський матч | -    |          |
| 19-11-2022 | Тирана   | Албанія           | 2 – 0     | Вірменія | товариський матч | -    | 65'      |
| Усього     |          | Матчів            | 3         |          | Голів            | 0    |          |

## Досягнення
«Партизані» (Тирана)
- Суперліга Албанії
  -  Чемпіон (1): 2022/23

- Суперкубок Албанії
  -  Володар (1): 2023